# ورونیکا مایور
ورونیکا مایور (مجاری: Veronika Major; ۱۹ مارس ۱۹۹۷) تیرانداز زن اهل مجارستان است.
وی در مسابقات کشوری و بین‌المللی در مجموع برندهٔ ۷ مدال طلا، ۵ مدال نقره، ۴ مدال برنز شده است.